# Max (Mordechai) Farbmann
Max (Mordechai) Farbmann (1er avril 1886, Salakas, Lituanie – 20 avril 1950, Israël) est un sculpteur juif lituanien qui se distinguait en Europe au début du XXe siècle, particulièrement à Vienne en Autriche. Il était responsable pour le dessein du Monument Lituanien de l’Indépendance dans sa ville natale de Salakas.

## Biographie
Max (Mordechai) Farbmann naît en 1886 à Salakas (Solok), aujourd'hui partie de Lituanie, et déménagea à Vienne à l’âge de 20 ans pour étudier la sculpture. Là, il établît rapidement une réputation, et un de ses sculptures fut achetée par l’Académie des beaux-arts de Vienne: un accomplissement exceptionnel pour un artiste juif. Parmi ses œuvres on retrouve des bustes sculptés des figures majeures européennes, y compris beaucoup d’hommes d’état, et le Monument Lituanien de l’Indépendance de 1930, dont l’emplacement était sa ville natale de Salakas. Farbmann était un sculpteur polyvalent qui travaillait avec plusieurs médiums, comme le bronze, le bois, la pierre, et l’ivoire. Ses sculptures révèlent une attention aux détails et à l’atmosphère, ainsi qu’une connaissance intime et une appréciation pour ses sujets.
En 1933, Farbmann s’installa à Tel Aviv, Israël grâce à l’invitation du maire de la ville. Dans une interview par le journal South African Times en 1952, sa fille Ruth dit qu'en raison d’un tabou préexistant contre la sculpture dans la culture juive dû au commandement biblique « Tu ne feras point d’image taillée », « mon père n’a pas pu continuer comme sculpteur et travaillait simplement comme professeur » au Collège Balfour à Tel Aviv. Cependant, Farbmann continuait à créer des sculptures, concentrant ses efforts sur des thèmes juifs plus tard dans sa carrière. Il mourut en Israël en 1950 à l’âge de 64 ans.
Une collection des photographes et des lettres de l’artiste est actuellement au Centre de l’Information pour l’Art Israélien au Musée d’Israël à Jérusalem. Ses œuvres peuvent être trouvées dans les musées israéliens et autrichiens.